# Hanoi's War
Hanoi's War: An International History of the War for Peace in Vietnam là chuyên khảo sử học của học giả người Mỹ gốc Việt Nguyễn Thị Liên Hằng được xây dựng dựa trên nguồn văn khố chưa từng được công bố từ Bộ Ngoại giao Việt Nam và các dữ liệu lưu trữ tại nhiều quốc gia trên thế giới. Ra mắt vào năm 2012, tác phẩm là tập đầu tiên nằm trong loạt sách "New Cold War History" của Nhà xuất bản Đại học Bắc Carolina tập trung vào quan điểm của giới lãnh đạo Bắc Việt, đặc biệt là Lê Duẩn trong việc hoạch định chiến lược và điều hành chiến tranh Đông Dương lần thứ hai.
Ngay sau khi ra mắt, công trình nghiên cứu đã được giới học thuật quốc tế đánh giá rất cao nhờ phương pháp tiếp cận đa chiều và nguồn tư liệu phong phú, góp phần tái định hình góc nhìn cuộc chiến đồng thời làm sáng tỏ vị thế của các nhân vật chủ chốt trong Đảng Lao động. Tuy nhiên cuốn sách cũng vấp phải phản ứng trái chiều liên quan đến cách phân tích cơ cấu quyền lực và động cơ lãnh đạo của Hà Nội, đặc biệt là sự phản kháng đến từ Báo Nhân Dân, một cơ quan ngôn luận của Đảng Cộng sản Việt Nam.
Hanoi's War đã được nhiều tổ chức học thuật vinh danh, nổi bật trong số đó là Giải Edward M. Coffman của Hiệp hội Lịch sử Quân sự dành cho tác phẩm đầu tay xuất sắc nhất, Giải Stuart L. Bernath đến từ Hiệp hội Sử gia Quan hệ Đối ngoại Hoa Kỳ, Giải Alice S. Hallam do Khoa Lịch sử Đại học Kentucky trao tặng và lọt vào vòng chung kết giải thưởng sách đầu tay của Hội nghị Nữ sử gia Berkshire. Thành công này đã giúp Liên Hằng được nhật báo The New York Times mời viết bài xã luận và tham gia phát biểu tại Lễ hội Sách Quốc gia năm 2012 do Thư viện Quốc hội Hoa Kỳ tổ chức. Bên cạnh đó, tác phẩm cũng được đưa vào danh mục tài liệu của nhiều thư viện, triển lãm, danh sách đọc về Chiến tranh Việt Nam và được trích dẫn trong các công trình sử học lớn như loạt sách Foreign Relations of the United States của Bộ Ngoại giao Hoa Kỳ. 

## Bối cảnh

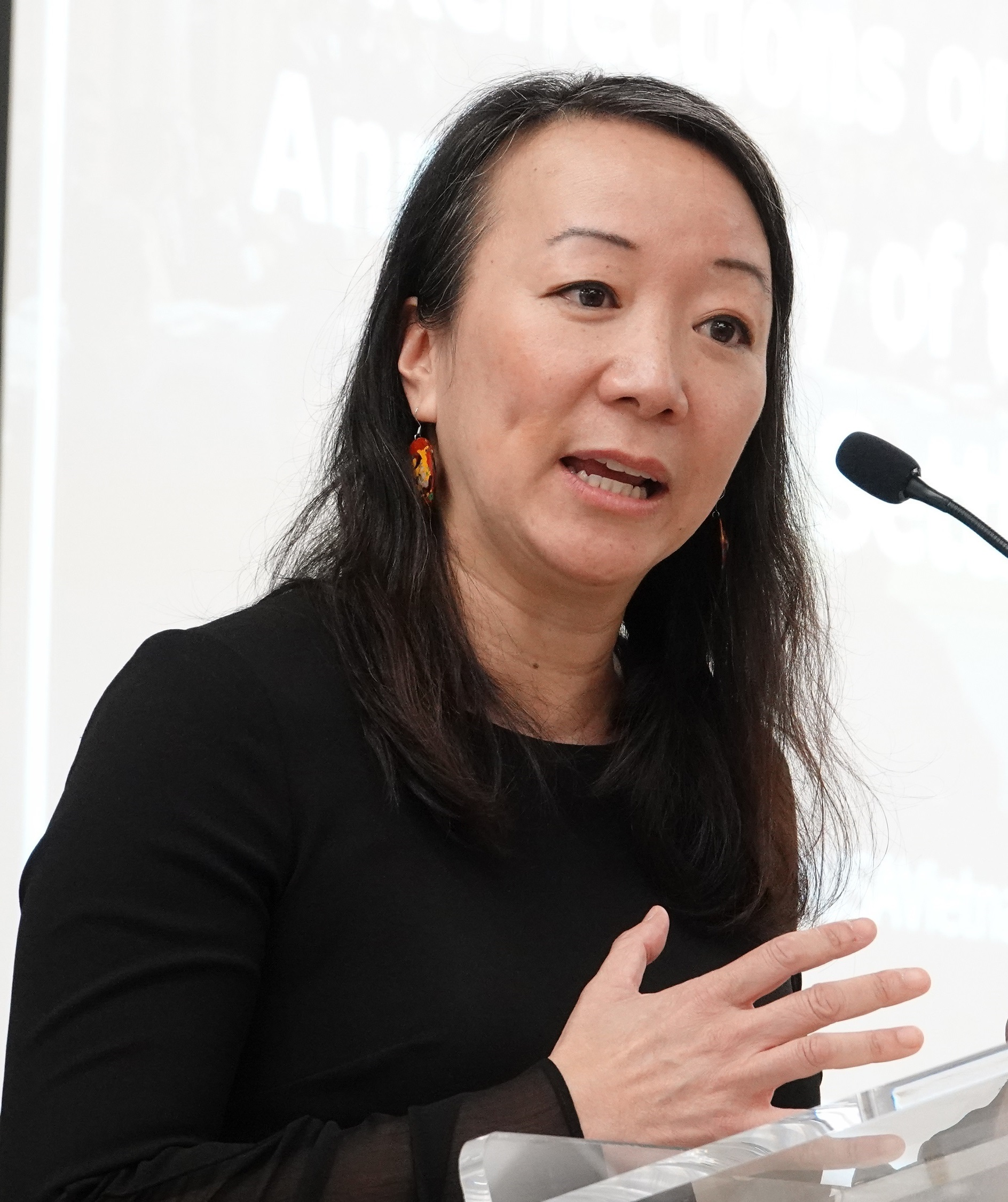
Liên Hằng vào năm 2023.

Hanoi's War là công trình nghiên cứu đầu tiên của học giả tị nạn chiến tranh người Mỹ gốc Việt Nguyễn Thị Liên Hằng. Sinh năm 1974 tại Sài Gòn, tác giả đã cùng gia đình bỏ trốn khỏi quê hương bằng thuyền trước khi chính quyền Việt Nam Cộng hòa sụp đổ lúc bà chỉ vừa được năm tháng tuổi. Trên chuyến hành trình vượt vùng lãnh thổ do quân đội cộng sản kiểm soát, thoát chết khi bị hỏa lực súng cối bắn vào khi đang ngồi trên chiếc sà lan trôi nổi giữa biển khơi, sau đó quá cảnh qua một loạt các trại tị nạn và căn cứ quân sự, cuối cùng Liên Hằng cũng đến được Hoa Kỳ và định cư tại tiểu bang Pennsylvania, nơi những ký ức đầu tiên về quá khứ xung đột đến với bà qua các hoạt động cộng đồng của người Việt tị nạn.
Lần đầu tiên Liên Hằng nghe được chuyện gì đã xảy ra với gia đình bắt nguồn từ một bài tập ở trường trung học, khi cha mẹ bà – vốn kín tiếng về quá khứ – buộc phải kể lại một phần sự thật vì muốn con gái đạt điểm cao. Mãi cho đến khi viết bài luận khóa học đầu tiên tại Đại học Pennsylvania, bà mới biết được thêm nhiều chi tiết thông qua các cuộc phỏng vấn với người thân. Ý định ban đầu là tìm hiểu về Nội chiến Hoa Kỳ, tuy nhiên trong quá trình tham gia cao học tại Đại học Yale dưới sự hướng dẫn của chuyên gia về Chiến tranh Lạnh John Lewis Gaddis, Liên Hằng mới bắt đầu tập trung vào đề tài Việt Nam.
— Liên Hằng kể lại quá trình bà được phép truy cập vào văn khố bảo mật của Việt Nam.
Trong những năm đầu của thế kỷ 21, khi quốc gia cộng sản này bắt đầu cởi mở hơn với giới nghiên cứu, bà mới có cơ hội truy cập kho lưu trữ của Bộ Ngoại giao, cùng với dữ liệu Bộ Quốc phòng và Đảng Cộng sản chính là ba kho tài liệu quan trọng bị cấm tiếp cận với giới học giả cả trong và ngoài nước. Theo giáo sư kiêm Trưởng Khoa Lịch sử tại Đại học California, Berkeley Peter Zinoman, nguyên nhân dẫn đến vấn đề này là do Việt Nam luôn từ chối công khai văn khố và không cho phép công chúng phê bình các chính sách hay lịch sử của họ. Khi trở về quê hương phỏng vấn các nhân vật liên quan tại một cơ sở nghiên cứu quân sự, Liên Hằng nhận thấy bà không thật sự được coi trọng vì chỉ là một phụ nữ gốc Việt hoạt động trong lĩnh vực thường dành cho những "ông già". Tuy nhiên cũng chính điều này lại tạo điều kiện để bà dễ tiếp cận hơn với nhiều người, đặc biệt là các cựu chiến sĩ cách mạng miền Nam.
Một trong những mục tiêu được sử gia theo đuổi khi viết Hanoi’s War là "vạch trần" hoạt động nội bộ của Hà Nội, đồng thời xác lập lại những huyền thoại xoay quanh cuộc chiến, chẳng hạn như Bắc Việt đã kiểm soát chặt chẽ phong trào miền Nam, giới lãnh đạo cộng sản không phải là một khối thống nhất toàn diện, cũng như vai trò thực tế của Hồ Chí Minh và Lê Duẩn. Tác phẩm phát hành chính thức vào năm 2012 bởi Nhà xuất bản Đại học Bắc Carolina, và Liên Hằng cũng chính là học giả đầu tiên được phép tiếp cận kho tài liệu của Bộ Ngoại giao Việt Nam. Giá trị cuốn sách nằm ở việc học giả đã khai thác được các văn bản chưa từng được công bố từ Bộ này, cùng với việc sử dụng đa dạng hồ sơ lưu trữ tại nhiều quốc gia như Pháp, Vương quốc Anh và Hoa Kỳ. Bản thân Liên Hằng cũng cho biết bà đã "khiến mọi bên đều tức giận" và nhận sự chỉ trích từ cả hai phía – vừa từ những người trong nước Việt Nam và phong trào phản chiến ở phương Tây do đã mô tả động cơ của miền Bắc kém "anh hùng", vừa từ cộng đồng người Việt hải ngoại vì họ cho rằng bà thân Cộng khi khắc họa hình ảnh Hồ Chí Minh và Võ Nguyên Giáp theo hướng ôn hòa.

## Nội dung
Với phương thức đưa lãnh đạo Bắc Việt vào trung tâm lịch sử chiến tranh, Hanoi’s War đã làm nổi bật vai trò quyết định của thành tố này trong việc hoạch định, chỉ đạo và thực thi chiến lược thời chiến, qua đó khắc họa rõ nét các xung đột trong nội bộ Đảng Lao động cùng với sự hình thành nhà nước công an trị và cơ chế kiểm soát xã hội miền Bắc. Trên chuyến hành trình này, Hồ Chí Minh và Võ Nguyên Giáp đã bị gạt ra ngoài lề trong khi chứng kiến sự trỗi dậy của "hai đồng chí" lãnh đạo quyền lực là Lê Duẩn và Lê Đức Thọ. Dựa trên nhiều văn khố tiếng Việt, tác phẩm còn cho thấy sự chủ động của Việt Nam Dân chủ Cộng hòa trong việc cân bằng ảnh hưởng giữa các cường quốc xã hội chủ nghĩa, cũng như sách lược ngoại giao và vận động quốc tế là tiền tố quan trọng đã giúp Hà Nội giành được thắng lợi sau cùng.
Sử sách được tổ chức thành bốn phân đoạn, mỗi phần gồm hai chương, xem xét cuộc chiến Đông Dương lần hai tại Việt Nam theo trình tự thời gian. Phần một, The Path to Revolutionary War, tái hiện những bước đầu trong sự nghiệp của Lê Đức Thọ và Lê Duẩn thông qua nỗ lực xây dựng bộ máy kiểm soát an ninh chặt chẽ ở Bắc Việt nhằm củng cố quyền lực và điều hành cuộc chiến. Biên khảo cũng làm sáng tỏ viễn cảnh tranh luận trong nội bộ cộng sản dẫn đến sự ra đời của Nghị quyết 15, cụ thể là cuộc đối đầu giữa hai trường phái ưu tiên xây dựng xã hội chủ nghĩa ở miền Bắc hoặc thúc đẩy thống nhất đất nước bằng vũ trang tại miền Nam. Phần hai, Breaking the Stalemate, tập trung phân tích các cuộc đàm luận của Đảng xoay quanh quyết định phát động chiến dịch Tổng tấn công Mậu Thân và tiến trình hòa đàm tại Paris. Tác giả đặc biệt nhấn mạnh đến bối cảnh tranh đấu quyền lực trong Bộ Chính trị, nổi bật là Vụ án Xét lại chống Đảng nhằm thanh trừng những thành phần phản đối đường lối cứng rắn của phe ưu tiên giải phóng Sài Gòn. Ngoài ra khảo cứu cũng phản ánh nỗ lực của Hà Nội trong việc cân bằng và tranh thủ sự hỗ trợ từ cả Trung Quốc lẫn Liên Xô, đồng thời luận giải hậu quả từ những thất bại quân sự lớn năm 1964 và 1968 – những yếu tố đã góp phần dẫn đến sự can thiệp sâu hơn của Hoa Kỳ vào cuộc chiến.
Phần ba, The Pursuit of a Chimeric Victory, chú trọng lý giải chiến thuật "vừa đánh vừa đàm" của Việt Nam, trong đó ngoại giao đã tạo điều kiện cho các bên đánh lạc hướng sự phê phán và tranh thủ thời gian để điều động lực lượng trên sa trường. Tác phẩm còn truyền tải sự kiện cả Lê Duẩn và Richard Nixon đều tìm cách gây áp lực tối đa lên đối phương trên các mặt trận ở Campuchia và Lào thay vì tìm kiếm thỏa hiệp tại bàn đàm phán giữa Henry Kissinger và Lê Đức Thọ. Song song với đó, việc nêu bật viễn cảnh thương thuyết kéo dài và phức tạp nhằm kết thúc chiến tranh với sự tác động của các bên như Việt Nam Cộng Hòa, Trung Quốc, Liên Xô và dư luận quốc tế cũng chính là một phần nội dung trong The Making of a Faulty Peace của đoạn cuối. Theo công trình nghiên cứu, cái giá phải trả để có được nền hòa bình là quá đắt, Hà Nội tin rằng thắng lợi quân sự sẽ giúp họ tránh khỏi sự thao túng của các cường quốc tại hội nghị đàm phán. Tuy nhiên cuối cùng thì cả Liên Xô lẫn Trung Quốc đều không muốn mạo hiểm hy sinh quan hệ với Hoa Kỳ chỉ vì ủng hộ Bắc Việt. Kết quả là Hiệp định Paris được ký kết, thế nhưng không bên nào thực sự tin rằng mọi chuyện đã kết thúc. Trên thực tế chiến tranh vẫn còn đó, đây cũng chỉ là giải pháp cho phép Mỹ rút quân trong danh dự và khép lại giai đoạn xung đột kéo dài từ sau Tết Mậu Thân đến chiến dịch Linebacker II.

## Phong cách
Viết cho chuyên mục H-Diplo Roundtable Reviews, Carolyn Eisenberg –  giáo sư lịch sử đoạt giải Bancroft tại Đại học Hofstra, nhận định lối hành văn của Hanoi's War "quá rõ ràng và trực diện" đến mức người đọc dễ dàng "bỏ qua một số điểm mạnh" trong phân tích của Liên Hằng. Bằng phương pháp tiếp cận "từ trên xuống", tập trung khai thác các quyết định ở thượng tầng quyền lực thay vì đời sống thường nhật, tác giả đã nhấn mạnh đến vai trò chủ động của người Việt, "đưa ra ánh sáng" những cá thể không chỉ là nạn nhân mà còn là nhân tố góp phần thay đổi thế giới trên cả phương diện "nhỏ nhặt lẫn sâu sắc". Giáo sư Khoa học Chính trị tại Đại học Oregon Vũ Tường cho biết người viết đã "thổi hồn" vào tuyến nhân vật lịch sử khô khan bằng cách mô tả "ngắn gọn nhưng sống động" đặc điểm ngoại hình nổi bật của họ. Thêm vào đó, Mark Philip Bradley – giáo sư Bernadotte E. Schmitt về Lịch sử Quốc tế tại Đại học Chicago, nhìn nhận chính lối phân tích "sâu sắc" về chính trị đảng phái cùng phương thức "khôi phục" vai trò chủ chốt của lãnh đạo cộng sản đã giúp tác phẩm "tái định hướng" cách nhìn về nhà nước Bắc Việt, từ đó thu hẹp khoảng cách giữa hai trường phái sử học chiến tranh – một bên thiên về góc nhìn Hoa Kỳ, bên còn lại chuyên sâu về Việt Nam. Củng cố thêm suy nghĩ của Eisenberg, Richard Coffman – cựu sĩ quan Thủy quân Lục chiến từng phục vụ trong chiến tranh Việt Nam xác nhận Liên Hằng không chỉ "khai phá" nhiều hướng đi mới mà còn khai triển điều đó thông qua một cấu trúc "theo trình tự thời gian rõ ràng, lập luận sắc sảo và hành văn trau chuốt" xoay quanh các thông điệp về cuộc chiến, qua đó thể hiện rõ khả năng tổ chức và diễn đạt của học giả khi phải xử lý một khối lượng tư liệu dày đặc về mặt nội dung.

## Đón nhận

### Đánh giá và phản hồi

#### Phương Tây
Hanoi's War: An International History of the War for Peace in Vietnam đã được giới học thuật phản hồi rất tích cực về phương thức chuyển trọng tâm nghiên cứu từ Hoa Kỳ sang Hà Nội. Giáo sư danh dự tại Đại học Quốc gia Úc David G. Marr – người từng gặp gỡ trực tiếp Võ Nguyên Giáp vào năm 1996, nhận định biên khảo sử học này đã mang lại "sự chú ý xứng đáng cho các nguồn tài liệu tiếng Việt", trong khi nhiều học giả khác thì định hướng tư duy theo "con đường của bà [Liên Hằng]". Giáo sư Lloyd Gardner đến từ Đại học Rutgers nhấn mạnh cuốn sách đã "đảo ngược hoàn toàn lối kể chuyện truyền thống" khi nhìn nhận cuộc chiến nước Mỹ "được quyết định bởi những lựa chọn đưa ra ở Hà Nội và Sài Gòn". Cùng công tác tại Rutgers, giáo sư lịch sử David Greenberg viết cho nhật báo The New York Times xác nhận đây là "công trình học thuật tiên phong" truyền tải tầm nhìn đa chiều về sự kiện chiến sự. Tiếp nối dòng quan điểm, giáo sư Khoa Lịch sử tại Đại học Bang San Diego Gregory A. Daddis luận giải Liên Hằng đã tạo nên một "chuyên khảo xuất sắc" cung cấp góc nhìn quan trọng nơi sa trường. David L. Anderson – giáo sư lịch sử kiêm Trưởng khoa Nghệ thuật và Khoa học tại Đại học Indianapolis, khẳng định Hanoi's War chính là "nghiên cứu toàn diện đầu tiên" được rút ra từ các nguồn lưu trữ và tài liệu xuất bản tại Việt Nam, đồng thời "không có tác phẩm nào khác tương tự như thế này bằng tiếng Anh, tiếng Việt hoặc bất kỳ ngôn ngữ nào khác". Hơn thế nữa, Arthur Waldron – giáo sư Lauder về Quan hệ Quốc tế tại Khoa Lịch sử của Đại học Pennsylvania kết luận nhờ có những nghiên cứu như Hanoi's War mà nhận thức chung về sử kiện này ở Hoa Kỳ dần thay đổi.

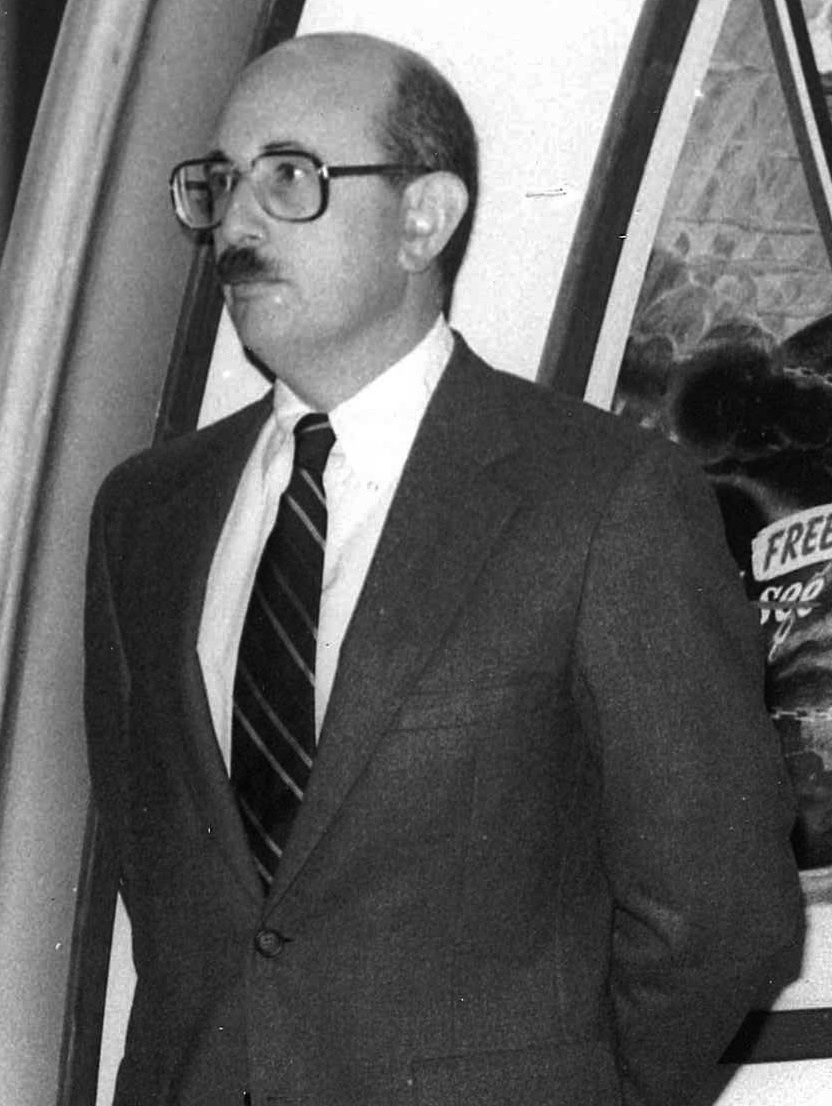
Ronald Spector đánh giá tích cực về góc nhìn đa chiều và lối tiếp cận mới mẻ của sử sách.

Giới hàn lâm cũng đánh giá cao Hanoi's War vì lối tiếp cận các kho văn khố đặc biệt và thay đổi cán cân kể chuyện. Giáo sư Chris Dixon – Trưởng điều hành Khoa Nghệ thuật của Đại học Macquarie, tuyên bố rằng Liên Hằng đã "đóng góp vô giá vào việc khắc phục sự mất cân bằng sử học" khi làm sáng tỏ các sự kiện từ phía Việt Nam. Ông mô tả đây là "một đóng góp độc đáo và quan trọng" nhờ vào việc tận dụng hàng loạt các tài liệu của Việt Nam Cộng hòa, Hoa Kỳ, Anh và Hungary. Giáo sư trợ lý Edward Miller – Trưởng Khoa Xã hội, Văn hóa và Ngôn ngữ Châu Á tại Đại học Dartmouth, công nhận điểm mạnh của Hanoi's War chính là "dựa trên đa dạng nguồn lưu trữ" và "chưa từng được các nhà sử học khai thác". Song song với đó, giáo sư Qiang Zhai đến từ Đại học Auburn tại Montgomery cho rằng trong khi thông tin từ hai phía của biến cố Đông Dương vẫn còn bất cân xứng thì đóng góp của Liên Hằng "đã lấp đầy một khoảng trống lớn" trong kho tàng tài liệu về Chiến tranh Việt Nam, đây còn là "minh chứng tiêu biểu" về lịch sử quốc tế mới nổi của trận xung đột này. Tiếp nối luồng quan điểm, giáo sư Lịch sử và Quan hệ Quốc tế tại Đại học George Washington Ronald H. Spector nhận xét cuốn sách không chỉ là một "nguồn khai sáng quan trọng" mà còn cho thấy tác giả đã "xé toạc hoàn toàn" quan điểm đơn tuyến vốn chỉ nhìn chiến trường qua lăng kính trắng đen giữa hai phe đối lập. Trên thực tế, lịch sử Việt Nam lại đa tầng, nhiều sắc thái, đầy va đập lợi ích và động cơ phức tạp trong xã hội. Bên cạnh đó, với lối chấp bút "cực kỳ mạch lạc và nghiên cứu tỉ mỉ", sử kiện mang tính "đột phá" này đã cung cấp "một góc nhìn độc đáo và thuyết phục" chính là những ngôn từ được giáo sư danh dự Học viện Chỉ huy và Tham mưu Lục quân Hoa Kỳ James Willbanks viết trong bài điểm sách của mình. Ông còn cho biết tác phẩm đã "xóa bỏ nhiều ngộ nhận" về cách miền Bắc tiến hành chiến tranh và là nguồn tin hữu ích cho bất kỳ ai muốn hiểu rõ sự phức tạp của dòng chiến sự gây nhiều tranh cãi này.
Việc chuyên khảo làm sáng tỏ sự phức tạp trong nội bộ Hà Nội, qua đó góp phần thay đổi cách nhìn lịch sử cũng chính là ưu điểm đã được giới chuyên môn công nhận. Fredrik Logevall – nhà sử học đoạt giải Pulitzer và giáo sư đến từ Đại học Harvard, cho biết "đóng góp nổi bật" của tác giả là dựa vào việc tiết lộ mức độ tranh chấp trên chính trường Bắc Việt, ông khẳng định Hanoi's War chính là "một thành tựu to lớn và là một trong những công trình học thuật quan trọng nhất" xuất hiện trong giai đoạn hậu xung đột. Nhà báo Thomas E. Ricks từng hai lần thắng giải Pulitzer đánh giá cuốn sách "rất hấp dẫn" và khiến ông liên tưởng đến The War for America của Piers Mackesy, đặc biệt chi tiết cho thấy Hồ và Giáp bị Duẩn và Thọ "gạt ra ngoài lề" trong hầu hết các thời điểm quan trọng "đã thay đổi" cách ông nhìn nhận về cuộc chiến. Dưới lập trường điểm sách song hành đôi, Geoffrey C. Stewart – giáo sư trợ lý lịch sử tại Đại học Western Ontario, đã đối chiếu sử sách với Hanoi's Road to the Vietnam War, 1954-1965 của Pierre Asselin. Cụ thể bằng phương pháp sử dụng văn khố đa quốc gia, đặc biệt là sở hữu kỹ năng ngôn ngữ phù hợp để tiếp cận với kho lưu trữ của Việt Nam Dân chủ Cộng hòa, cả hai tác phẩm đã "vượt ra ngoài khuôn khổ chuẩn mực của Chiến tranh Lạnh". Họ đã chứng minh Bắc Việt "hoàn toàn không phải là những con rối hay tác nhân thụ động" trong trận chiến, luôn tìm cách "cân bằng" trong sự chia rẽ Trung – Xô, tận dụng vị thế của mình để định hình cục diện toàn cầu, nhấn mạnh đến vai trò phi thực dân hóa đồng thời bóc tách những chia rẽ trong nội bộ Đảng Lao động, đi ngược lại hoàn toàn với hình ảnh "thiêng liêng" và đồng thuận tuyệt đối do chính quyền Việt Nam dựng nên. Cùng quan điểm đó, với việc thoát khỏi cái bẫy "dòng thời gian đế quốc", làm sáng tỏ "sự phức tạp và thiếu nhất quán" trong quyết sách của miền Bắc đã giúp Hanoi's War trở thành một "liều thuốc giải độc" cho các khuôn mẫu phiến diện khi viết về cuộc chiến, làm "thay đổi nhận thức" về việc đâu là những sự kiện và nhân vật quan trọng nhất. Đây chính là phân tích của Wynn Gadkar-Wilcox – giáo sư lịch sử và văn hóa phi Tây phương tại Đại học Tiểu bang Tây Connecticut – khi ông luận sách đối chiếu với Arc of Empire: America’s Wars in Asia from the Philippines to Vietnam của hai sử gia Michael H. Hunt và Steven I. Levine.
Bên cạnh những đóng góp khác biệt, một số học giả cho rằng Hanoi's War vẫn tồn tại khuyết điểm. Theo Alexander L. Vuving – giáo sư Trung tâm Nghiên cứu An ninh Khu vực Châu Á Thái Bình Dương Daniel K. Inouye – cho biết trong khi ông công nhận nghiên cứu của Liên Hằng mang tính "đột phá", "thách thức quan điểm truyền thống" và "hấp dẫn" khi phân tích cách các nhà lãnh đạo ở Hà Nội, Sài Gòn và Washington theo đuổi mục tiêu, thì mặt hạn chế nằm ở việc người viết đã "bỏ qua giai đoạn [hai năm] cuối của chiến tranh", không xem xét đầy đủ quan điểm của Hồ Chí Minh và Võ Nguyên Giáp trong khi chiều sâu mô tả các phe phái đối lập ở Bắc Việt vẫn "cần thêm sắc thái". Với cùng một góc nhìn, phó giáo sư Khoa Lịch sử Đại học British Columbia Steven Hugh Lee bình luận việc tập trung vào Hà Nội đôi khi làm "hạn chế" khả năng phân tích sâu hơn về một số động lực cụ thể của cuộc chiến, trong đó có mối quan hệ đầy mâu thuẫn giữa chính sách miền Bắc và lực lượng cách mạng miền Nam vào những năm 1960 và đầu thập niên 1970. Song song với đó, Edward Miller phản ánh một số tuyên bố của Hanoi's War không hoàn toàn thuyết phục, cụ thể là việc Lê Duẩn quyết tâm tiến hành chiến tranh toàn diện "chưa được giải thích đầy đủ" và tác giả cũng "tiết lộ rất ít" về động cơ của nhân vật. Nhược điểm này được Miller xác nhận "không làm giảm đi ưu thế cơ bản" của tập sách. Thêm vào đó, Pierre Asselin – giáo sư Dwight E. Stanford về Lịch sử Quan hệ Đối ngoại Hoa Kỳ tại Đại học Bang San Diego, nhận thấy sử sách đã phản ánh thiếu sót về thời điểm Hà Nội ưu tiên giải pháp quân sự chính xác là vào năm 1963, một phần diễn giải về Chiến dịch Linebacker II cũng không còn phù hợp với các tài liệu mới phát hiện sau này. Tương tự như Miller, Asselin vẫn đánh giá đây là "một công trình học thuật xuất sắc", giáo sư cũng chưa từng biết được nguồn tư liệu tiếng Anh nào có thể luận giải nội bộ cùng cơ chế ra quyết định của Việt Nam Dân chủ Cộng hòa lại "tốt hơn" cuốn này. Mặt khác, việc chưa "đi sâu hơn vào những toan tính" của Lê Duẩn và "không đem đến một kết luận chắc chắn" về việc Hoa Kỳ và Việt Nam Cộng hòa có thể chiến thắng hay không cũng chính là những hạn chế được giáo sư khoa học chính trị tại Đại học Oregon Vũ Tường đề cập đến.

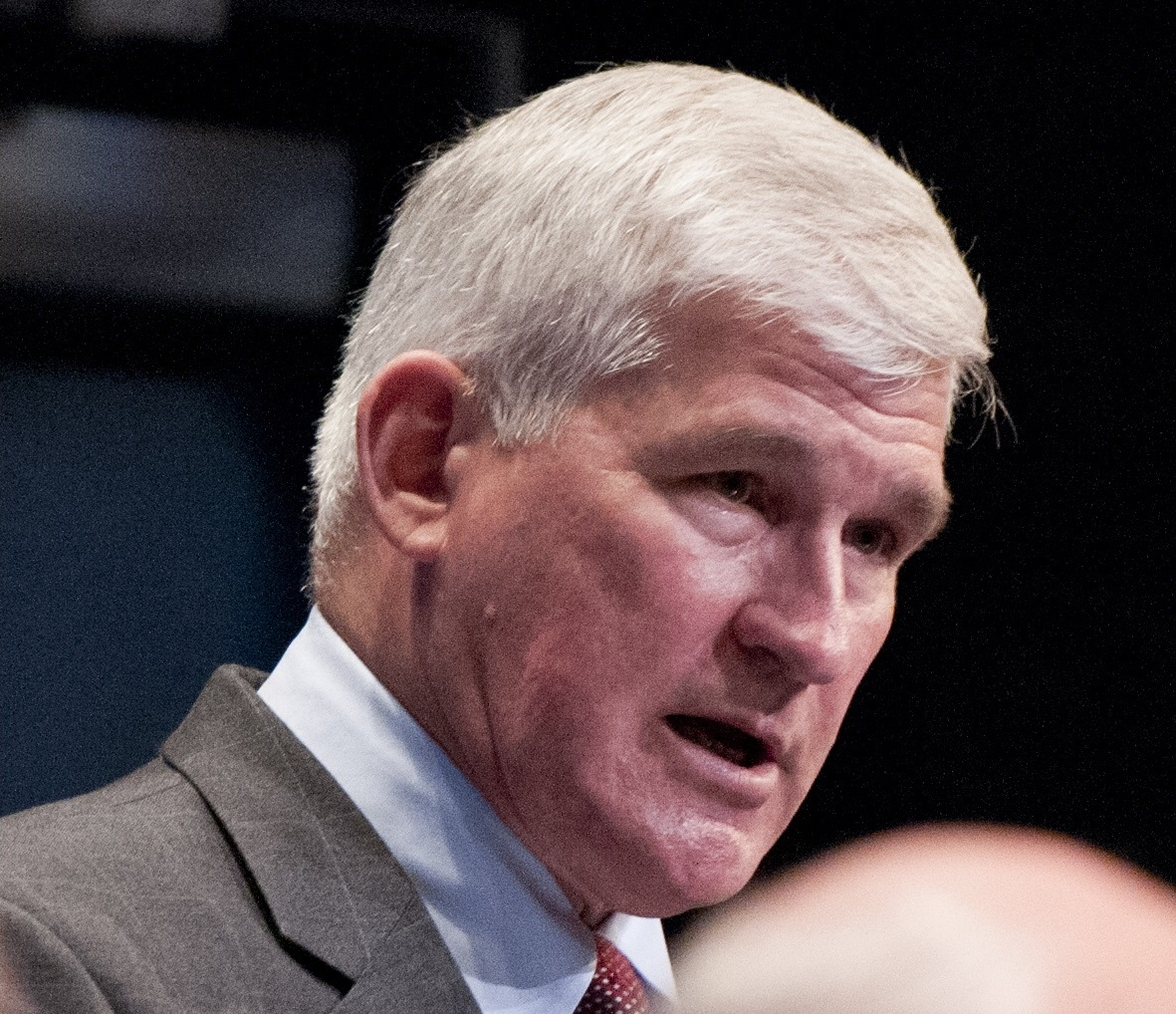
Andrew Bacevich đã bác bỏ luận cứ Bắc Việt thắng cuộc nhờ ngoại giao của Liên Hằng.

Viết cho tạp chí Foreign Policy, cựu nhân viên CIA Richard Coffman nhận xét Liên Hằng có "ác cảm rõ rệt với Richard Nixon và Henry Kissinger" trong khi vẫn "mô tả xuất sắc" và chi tiết về cách họ đồng thời tận dụng cả Moskva lẫn Bắc Kinh để gây sức ép lên Hà Nội. Ông ví quan điểm Bắc Việt chiến thắng nhờ chiến dịch ngoại giao toàn cầu và phong trào phản chiến của người viết như một "ảo tưởng". Andrew Bacevich, giáo sư danh dự ngành Quan hệ quốc tế và Lịch sử tại Đại học Boston cũng bác bỏ luận điểm này và gọi đây là thứ "nhảm nhí", ông tuyên bố Hoa Kỳ chỉ đơn giản là "bán đứng một đồng minh [Việt Nam Cộng hòa] mà họ không còn coi trọng". Nối tiếp dòng luận điểm, giáo sư kiêm Trưởng Khoa Lịch sử tại Đại học California, Berkeley Peter Zinoman đã tiếp cận sách sử theo hai hướng đối lập. Trên giá trị nền tảng, ông công nhận đây là "nghiên cứu toàn diện đầu tiên" tại Hoa Kỳ về chính sách cộng sản Việt Nam thời chiến, "đóng góp lâu dài" vào nền học thuật một khối lượng tư liệu sơ cấp "phi thường", đồng thời "không thể phủ nhận" tác phẩm sẽ nằm trong các văn bản thứ cấp được trích dẫn đầu tiên trong nhiều nghiên cứu tiếp theo. Song nếu nhìn từ khía cạnh diễn giải, chất lượng học thuật "thô" của sử liệu không khác gì "một luận án bị chỉnh sửa sơ sài và biên tập không kỹ". Trong khi "né tránh" lối viết tiểu sử trí tuệ khiến cho sử kiện "không lý giải được" động cơ cá nhân các phe phái, thì việc cung cấp thông tin "qua loa" và "hời hợt" về lãnh đạo Hà Nội lại là điều "đáng thất vọng" đối với Zinoman. Ngoài ra cũng có ý kiến nêu bật vấn đề sử sách bị giới hạn trong việc tiếp cận tư liệu và phạm vi nội dung truyền tải. David G. Marr nhận thấy Hanoi's War "gần như không đề cập gì nhiều đến quân sự". Cựu đại sứ Canada tại Campuchia Gordon Longmuir thì phàn nàn đây không phải là "sách nhập môn" và đòi hỏi người đọc phải có kiến thức nền về chiến tranh Việt Nam mới lĩnh hội được. Mặt khác, Fredrik Logevall truyền thông thêm chi tiết Hồ Chí Minh xuất hiện trong tác phẩm "khá mờ nhạt", tuy Liên Hằng công nhận nhân vật này vẫn giữ vị trí ngoại giao then chốt trong quan hệ với Bắc Kinh và Moskva nhưng bà không khai thác sâu điểm này. Một thế mạnh trong chuyên khảo cũng chính là bất lợi đã được Logevall nhắc đến, đó chính là việc Liên Hằng không có quyền truy cập vào hồ sơ tuyệt mật của Bộ Chính trị nên một số sự kiện trong sách không được giải thích đầy đủ. Tác giả cũng thẳng thắn thừa nhận Hanoi's War chưa thể là công trình nghiên cứu toàn vẹn bởi nhiều tài liệu của Đảng và Nhà nước Việt Nam vẫn chưa được mở cho giới học giả tiếp cận.

#### Việt Nam

###### Chính trị

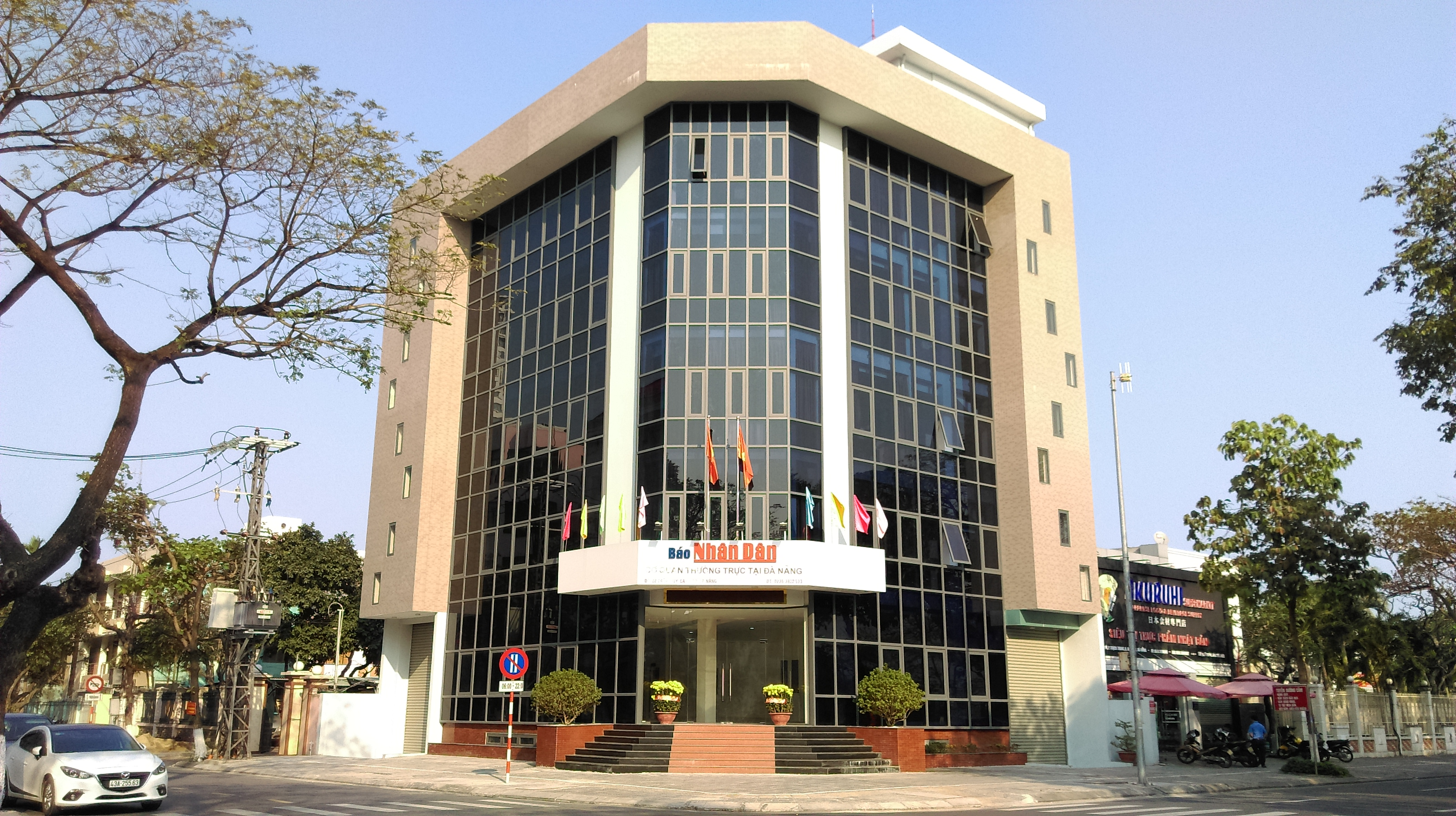
Cơ quan ngôn luận của Đảng Cộng sản Việt Nam đã chỉ trích cuốn sách là "xuyên tạc lịch sử".

Trái ngược với giới học thuật hàn lâm, Hanoi's War và nghiên cứu của Liên Hằng từng bị các "Hội Cờ Đỏ" đến từ Việt Nam tố cáo là xuyên tạc lịch sử. Báo Nhân Dân – cơ quan ngôn luận chính thức của Đảng Cộng sản, đã xuất bản một bài viết với nội dung lên án tập sử liệu. Một loạt các cụm từ "xăm xăm, xào xáo, xưng xưng, kỳ quặc, gán ghép, cố tình, đoán mò, nhào trộn, đánh tráo, biện hộ, xuyên tạc, lắt léo, bịa đặt, xảo trá" được bản tin sử dụng để mô tả Liên Hằng và công trình sử học của bà. Việc Đài Á Châu Tự Do phỏng vấn học giả và The New York Times duyệt đăng bài viết của Liên Hằng trên cả báo mạng lẫn báo in đã bị chỉ trích là trao cho cơ hội để "khoác lác", tờ báo còn đặt thêm nghi vấn "không hiểu" tại sao các cơ quan truyền thông như BBC, VOA và RFA lại "tiếp tay cho những phát ngôn xằng bậy". Tiếp theo, Nhân Dân lưu ý Hanoi's War "không đề cập" đến chiến dịch tố cáo chống cộng của Ngô Đình Diệm nhưng chính trong cuốn sách đã luận về sắc lệnh 10/59. Về vấn đề nguồn trích dẫn, dẫu cho biên khảo được xây dựng dựa trên một loạt các kho lưu trữ đa quốc gia trong đó có cả văn khố bảo mật của Việt Nam, thế nhưng bản chính luận lại cho rằng đây là hành vi "rất tự đắc" vì tác giả dùng nguồn chỉ nhằm mục đích "khai thác từ một phía". Không dừng lại ở đó, qua lối hành văn phủ định kép trong cùng một câu, dù cho biết Liên Hằng sử dụng tài liệu cần phải "mò mẫm" trong các trường đại học lớn và thư viện tổng thống Hoa Kỳ, tòa soạn ngay sau đó vẫn bình luận "mấy trăm trang sách" chỉ cần "tìm trên in-tơ-nét sẽ thấy".

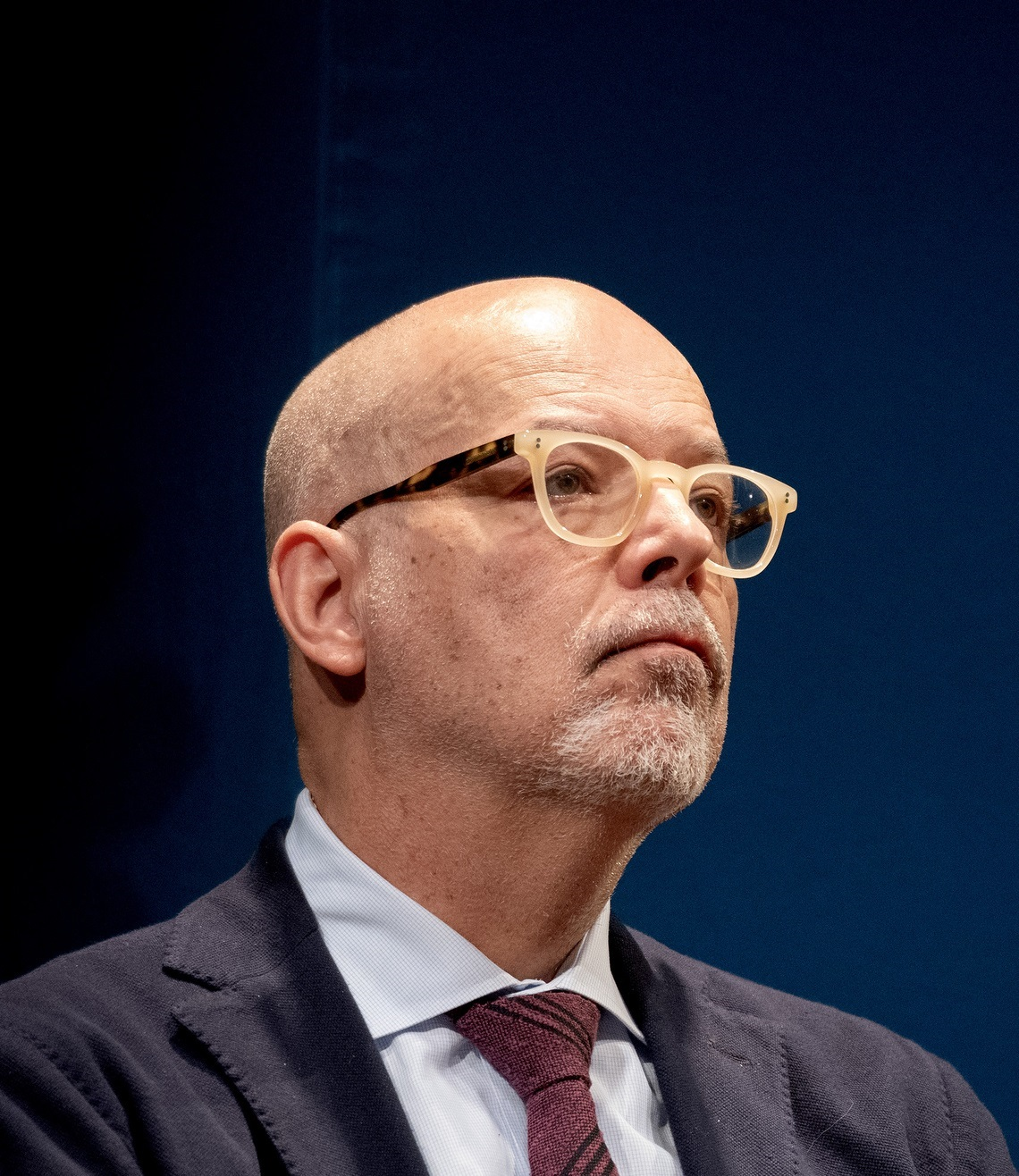
Lời nhận xét của Fredrik Logevall được Nhân Dân trích dẫn khi phê phán Hanoi's War có phần mâu thuẫn với mục đích thật của ông.

Tiếp nối dòng sự kiện, nhà sử học đoạt giải Pulitzer Fredrik Logevall truyền thông đầy đủ trong bài điểm sách của mình rằng Hanoi's War chỉ "ủng hộ hạn chế các phân tích xét lại về cuộc chiến, trong khi vẫn duy trì phần cốt lõi của lập trường chính thống" thì tờ báo chỉ trích dẫn nửa câu đầu và mô tả đây là lời nhận xét "thẳng thừng". Ông còn luận giải không có nội dung nào trong sách "thách thức quan điểm phổ biến" khi cho rằng Hoa Kỳ và đồng minh miền Nam luôn ở thế bất lợi trong cuộc chiến, tuy nhiên bản tin lại kết luận công trình này được dùng để "biện hộ cho thất bại" của nước Mỹ. Ngoài ra cụm từ "ruthless commitment" của Logevall cũng bị Nhân Dân chuyển thể thành "sự tận tụy hy sinh". Tương tự, đoạn văn "giấc mơ truyền qua các thế hệ" của nhà báo Nick Turse trên tạp chí The Nation được Nhân Dân dùng để củng cố cho lập luận "lãnh đạo đúng đắn, tài tình của Đảng", trên thực tế ngôn từ này không đến từ Turse mà ông chỉ thuật lại suy nghĩ của nhân vật Hồ Thị Vân từng chiến đấu cho quân du kích, và nó nằm trong bối cảnh người viết đang đánh giá bộ phim tài liệu được đề cử giải Oscar Last Days in Vietnam. Viết cho diễn đàn học thuật Historisches Forum do Đại học Humboldt Berlin xuất bản, Martin Grossheim – giáo sư Lịch sử Việt Nam tại Đại học Quốc gia Seoul, khẳng định Nhân Dân đã "công kích kịch liệt" công trình nghiên cứu của Liên Hằng và đây cũng chính là "ví dụ tiêu biểu nhất" về sự phản ứng đối với những ai thách thức quan điểm chính thống về sử sách được truyền bá ở Việt Nam – một câu chuyện ngợi ca về chiến tranh và duy trì huyền thoại rằng Đảng Cộng sản là lực lượng quốc gia hợp pháp duy nhất.
Gần hai tháng sau khi công khai lên án Hanoi's War "xuyên tạc lịch sử", Nhân Dân tiếp tục đăng tải một bản tin chính luận khác nhằm bảo vệ Hồ Chí Minh trước những quan điểm đối lập. Bài viết lần này xác nhận rằng Liên Hằng đã nhận xét trong tác phẩm của mình về các ý kiến tương tự chỉ trích Chủ tịch nước là "kẻ ngồi lê đôi mách chính trị lớn nhất". Tuy nhiên không có thông tin nào trong sách giống với phương thức truyền thông của ấn phẩm, cách diễn đạt có điểm tương đồng xuất hiện trong phần Liên Hằng nhận định Bùi Tín – cựu Đại tá Quân đội Bắc Việt, phó tổng biên tập Báo Nhân Dân, là "nguồn tin đồn [gossip] chính trị chủ yếu ở Hà Nội" sau chiến tranh, bà cho biết hồi ký của ông chỉ nên được xem như chuyện "ngồi lê đôi mách [gossip]" hơn là sử liệu nghiêm túc.

###### Học thuật
Giáo sư kiêm hiệu trưởng Trường Đại học Khoa học Xã hội và Nhân văn Hà Nội Phạm Quang Minh đã đồng thuận đây là khảo cứu "đầu tiên" tiếp cận quan điểm từ lăng kính nội bộ Bắc Việt, nhấn mạnh đến vai trò các bên tham chiến và kiến tạo nên những "luận điểm mới". Tuy nhiên ông phản bác việc đề cao khả năng ngoại giao của Hà Nội và cho rằng điều này đã vô tình "thổi phồng vai trò" các nước nhỏ, "biện hộ" cho "hành động xâm lược" của không ít cường quốc, đồng thời đẩy trách nhiệm chiến tranh về phía "nạn nhân" là Việt Nam. Bên cạnh đó, mười hai năm sau khi Hanoi's War ra đời, một nhóm ba tác giả sở hữu học vị từ thạc sĩ trở lên trong đó có Bùi Chí Trung – phó giáo sư, tiến sĩ, phó viện trưởng Viện Đào tạo Báo chí và Truyền thông cùng ngôi trường với Minh, đã công nhận trong khi Liên Hằng sử dụng văn khố "chưa từng thấy" từ Bộ Ngoại giao và nguồn tư liệu quốc tế đa dạng, thì góc nhìn khắc họa quan điểm đấu tranh của bà về Nguyễn Chí Thanh cùng các nhà lãnh đạo Việt Nam lại "rất khác biệt" và "hấp dẫn".

### Vinh danh
Hanoi's War đã nhận được giải Stuart L. Bernath của Hiệp hội Sử gia Quan hệ Đối ngoại Hoa Kỳ (SHAFR), giải Edward M. Coffman do Hiệp hội Lịch sử Quân sự (SMH) trao tặng, giải Alice S. Hallam đến từ Khoa Lịch sử Đại học Kentucky và lọt vào vòng chung kết giải thưởng sách đầu tay của Hội nghị Nữ sử gia Berkshire. Ngoài ra Liên Hằng cũng đã được mời viết bài xã luận cho tờ The New York Times, và tham dự Lễ hội Sách Quốc gia năm 2012 do Thư viện Quốc hội Hoa Kỳ tổ chức để giới thiệu tác phẩm của mình.
| Tổ chức                                  | Năm  | Hạng mục                                           | Kết quả   | Ct.             |
| ---------------------------------------- | ---- | -------------------------------------------------- | --------- | --------------- |
| Hội nghị Nữ sử gia Berkshire             | 2013 | Giải thưởng sách của Hội nghị Nữ sử gia Berkshire  | Chung kết | [ 146 ] [ 147 ] |
| Hiệp hội Sử gia Quan hệ Đối ngoại Hoa Kỳ | 2014 | Giải thưởng Diễn thuyết Stuart L. Bernath          | Đoạt giải | [ 149 ] [ 150 ] |
| Hiệp hội Lịch sử Quân sự                 | 2012 | Giải thưởng Edward M. Coffman cho Bản thảo Đầu tay | Đoạt giải | [ 142 ] [ 151 ] |
| Khoa Lịch sử của Đại học Kentucky        | 2012 | Giải thưởng Alice S. Hallam                        | Đoạt giải | [ 142 ] [ 152 ] |

### Danh sách và trích dẫn
Hanoi's War đã được sử dụng làm tài liệu tham khảo trong nhiều công trình nghiên cứu về chiến tranh Việt Nam. Nổi bật trong số đó là The Road Not Taken: Edward Lansdale and the American Tragedy in Vietnam của Max Boot – một tác phẩm tiểu sử đã lọt vào vòng chung kết giải Pulitzer năm 2019, cũng như ấn phẩm Foreign Relations, 1969–1976, Volume XLII, Vietnam: The Kissinger-Le Duc Tho Negotiations nằm trong series Quan hệ đối ngoại do Văn phòng Sử gia của Bộ Ngoại giao Hoa Kỳ xuất bản. Cuốn sách còn được lưu trữ tại thư viện của Đài Tưởng niệm Chiến tranh Úc, đồng thời xuất hiện trong danh sách đọc của tạp chí Foreign Policy, danh mục tài liệu của series truyền hình The Vietnam War và là một phần trong tài nguyên giáo dục do Bảo tàng Lịch sử New York biên soạn cho triển lãm The Vietnam War: 1945–1975. 
| Nhà xuất bản                       | Năm     | Tựa đề                                                                        | Ct.     |
| ---------------------------------- | ------- | ----------------------------------------------------------------------------- | ------- |
| Foreign Policy                     | 2012    | FP’s Favorite Reads of 2012                                                   | [ 157 ] |
| Literary Hub                       | 2023    | The Vietnam War, 50 Years On: A Reading List                                  | [ 158 ] |
| Modern War Institute at West Point | 2023    | War Books: The Lessons of Vietnam                                             | [ 159 ] |
| National Humanities Center         | 2018    | Contested Territory: America’s Role in Southeast Asia, 1945–75 — Reading List | [ 160 ] |
| New York Historical                | 2017–18 | Resource List for The Vietnam War: 1945–1975 Exhibition                       | [ 161 ] |
| Public Broadcasting Service        | 2017    | Reading List – The Vietnam War: A Film by Ken Burns & Lynn Novick             | [ 162 ] |
| War on the Rocks                   | 2017    | A Vietnam War Reading List, Brought to You by the War Hall                    | [ 163 ] |
| War on the Rocks                   | 2023    | The 2023 War on the Rocks Holiday Reading List                                | [ 164 ] |